# Zoo Tycoon DS
Zoo Tycoon DS je poslovna simulaciona video igra koju je razvio Altron, a objavio THQ. Zoo Tycoon DS je Nintendo DS verzija video igre Zoo Tycoon. Zoo Tycoon DS je u pušten u prodaju 11. oktobra 2005. godine u  Sjedinjenim Američkim Državama, a u Evropi, Zoo Tycoon DS je pušten u prodaju 11. novembra 2005. godine. Igra je takođe objavljena u Japanu 20. aprila 2006.. Drugi deo Zoo Tycoon DS-a, Zoo Tycoon 2 DS je objavljen 2008. godine. 

## Gejmplej
Način igranja video igre Zoo Tycoon DS se ne razlikuje mnogo od kompjuterske verzije Zoo Tycoon-a, samo što se pored regularnih životinja u Zoo Tycoon-u, mogu naći dve nove životinje -  kuprej i kulan.

## Spoljašnje veze
- Zoo Tycoon DS na MobyGames-u
- Zoo Tycoon DS na Zoo Tycoon wiki stranici na Fandom-u
- Spisak životinja iz video igre Zoo Tycoon DS-a na Fandom-u

1. ↑  „Zoo Tycoon DS”. Fandom.